# Iwanami Shoten
Iwanami Shoten (株式会社岩波書店 Kabushiki Gaisha Iwanami Shoten?) es una editorial japonesa con sede en Tokio.

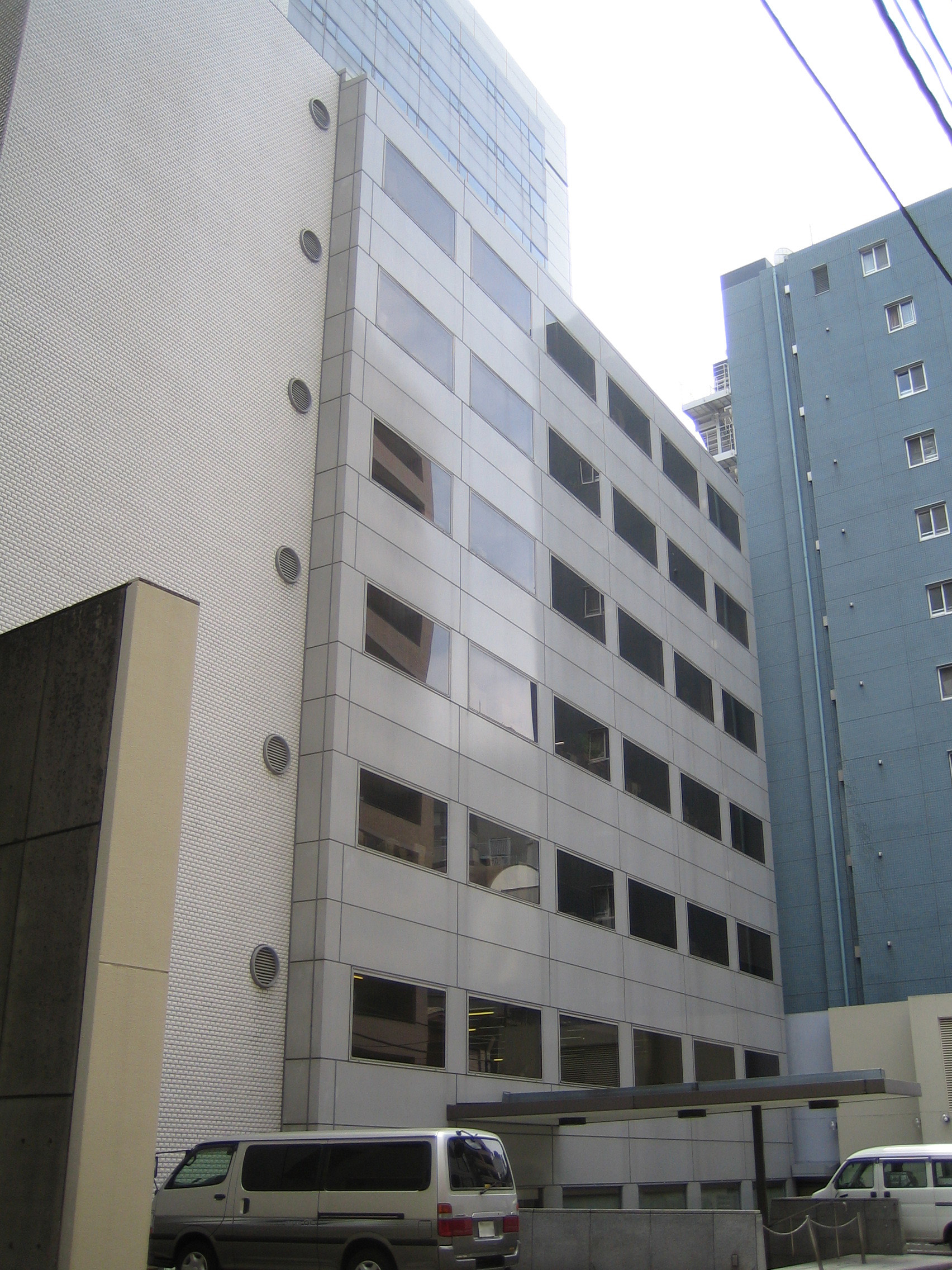
Iwanami Shoten

Iwanami Shoten fue fundada por Shigeo Iwanami en el año 1913. Su primera gran publicación fue la novela Kokoro, de Natsume Sōseki, en 1914. 
Su sede central se encuentra en el 2-5-5 de Hitotsubashi Chiyoda (Tokio).